# Martin Hangl
Martin Hangl (Samnaun, 17 giugno 1962) è un ex sciatore alpino svizzero, campione del mondo nel supergigante a Vail 1989.

## Biografia
Martin Hangl proviene da una famiglia di grandi tradizioni nello sci alpino: anche i fratelli Christian e Marco e le nipoti Célina e Jacqueline hanno fatto parte della nazionale svizzera. Hangl ottenne il primo piazzamento internazionale di rilievo il 17 marzo 1982, quando arrivò 9º nello slalom gigante di Coppa del Mondo disputato a Bad Kleinkirchheim; il 19 dicembre 1983 colse a Madonna di Campiglio il primo podio nel circuito, in supergigante (2º), e ai Mondiali di Bormio 1985 si classificò 14º nello slalom gigante e 11º nello slalom speciale mentre nella successiva rassegna iridata, Crans-Montana 1987, non portò a termine la combinata.
Ai XV Giochi olimpici invernali di Calgary 1988, sua unica presenza olimpica, non completò nessuna delle gare cui prese parte (il supergigante, lo slalom gigante e la combinata), mentre il 24 marzo dello stesso anno ottenne a Saalbach-Hinterglemm la prima vittoria in Coppa del Mondo, in supergigante. Il giorno dopo nella medesima località bissò il successo, questa volta in slalom gigante, mentre la sua ultima vittoria nel circuito, nonché ultimo podio, fu quella colta nel supergigante disputato a Laax l'8 gennaio 1989. Raggiunse l'apice della carriera nel 1989, quando vinse la medaglia d'oro nel supergigante ai Mondiali di Vail, dove fu anche 5º nello slalom gigante. Due anni dopo nella rassegna iridata di Saalbach-Hinterglemm 1991 fu 7º nel supergigante; il suo ultimo piazzamento in carriera fu il 5º posto ottenuto nel supergigante di Coppa del Mondo disputato a Val-d'Isère l'8 dicembre 1991.

## Palmarès

### Mondiali
- 1 medaglia:
  - 1 oro (in supergigante a Vail 1989)

### Coppa del Mondo
- Miglior piazzamento in classifica generale: 13º nel 1988
- 8 podi:
  - 3 vittorie
  - 3 secondi posti
  - 2 terzi posti

#### Coppa del Mondo - vittorie
| Data           | Località             | Paese    | Specialità |
| -------------- | -------------------- | -------- | ---------- |
| 24 marzo 1988  | Saalbach-Hinterglemm | Austria  | SG         |
| 25 marzo 1988  | Saalbach-Hinterglemm | Austria  | GS         |
| 8 gennaio 1989 | Laax                 | Svizzera | SG         |

Legenda:

SG = supergigante

GS = slalom gigante